# Gurtwickler

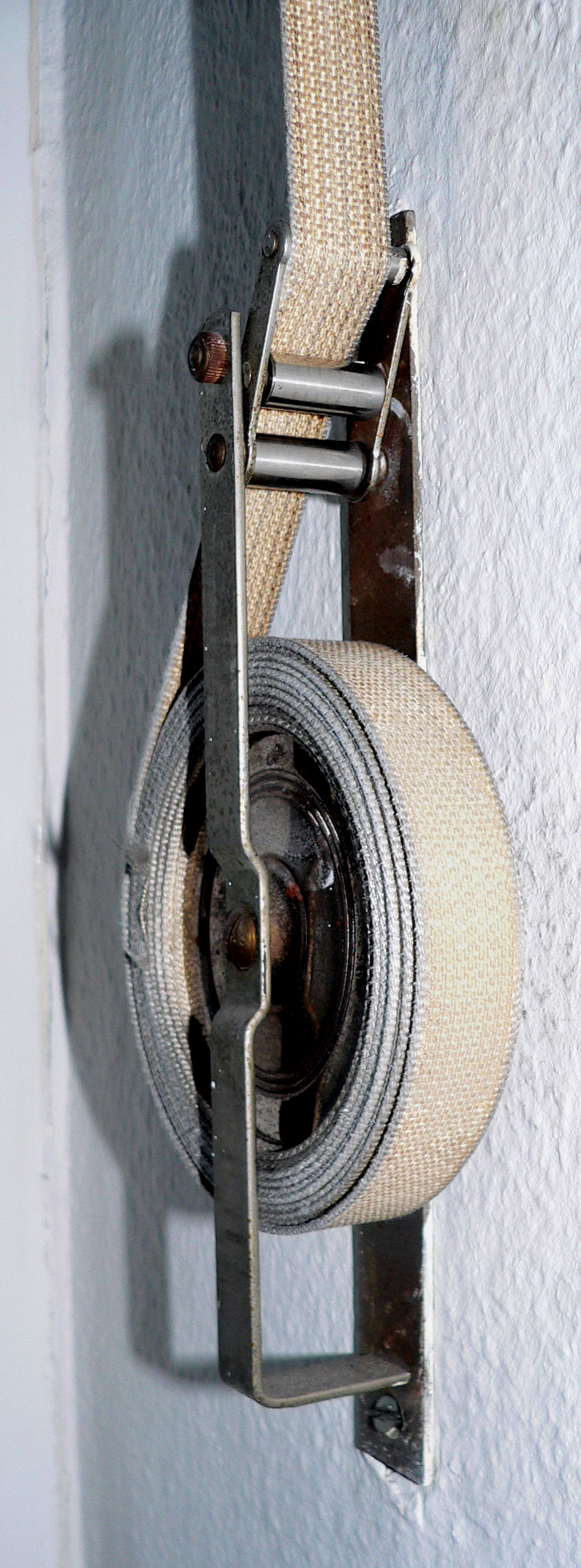
Rollladengurtrolle, Aufputz

Gurtwickler – oder auch Einlassgurtwickler – sind Geräte, mittels derer Rollladengurte aufgewickelt werden. Es gibt sie sowohl für den Handbetrieb (mechanisch) als auch automatisiert; in der Einbauweise unterscheidet man zwischen Aufputz- (sog. Schwenkwicklern) und Unterputz-Gurtwicklern.

## Mechanische Gurtwickler
Der mechanische Gurtwickler besteht aus einer mit einer  Feder gespannten Rolle, in deren Klemmvorrichtung das Ende des Rollladengurtes befestigt wird. Zieht man den Rollladen hoch, wird der Gurt aufgrund der Vorspannung der Feder auf die Rolle aufgewickelt.

## Automatische Gurtwickler
Der automatische Gurtwickler verfügt neben der Gurtrolle über einen Elektromotor, der die Gurtrolle antreibt sowie über eine Steuerungsautomatik, über die der Gurtwickler gesteuert wird (es werden darüber z. B. die Endanschläge des Rollladens eingegeben). So ist z. B. eine Steuerung über Sonnen- / Dämmerungsmodule möglich, damit der Rollladen bei direkter Sonneneinstrahlung oder bei Unterschreiten eines zuvor eingestellten Helligkeitswertes (Dämmerung) geschlossen wird. Fernbedienungen ermöglichen eine komfortable Bedienung aus der Entfernung.